# Hoplitis significans
Hoplitis significans är en biart som beskrevs av Borek Tkalcu 1995. Hoplitis significans ingår i släktet gnagbin, och familjen buksamlarbin. Inga underarter finns listade i Catalogue of Life.